# La Liga
 Denne artikel omhandler den øverste spanske fodboldliga. Opslagsordet har også en anden betydning, se Liga Deportiva Universitaria.
Liga Nacional de Fútbol Professional (LFP; spansk for: "Nationale Professionelle Fodboldliga"), populært kendt som La Liga og også kaldet Primera División, er den bedste spanske fodboldliga for herrer. Ligaen består af de 20 bedste hold fra Spanien. Gennem tiden har den 9 forskellige vindere:
- Real Madrid (35. titler)
- FC Barcelona (27. titler)
- Atletico Madrid (11. titler)
- Athletic Bilbao (8. titler)
- Valencia CF (6. titler)
- Real Sociedad (2. titler)
- Sevilla FC (1. titel)
- Real Betis (1. titel)
- Deportivo La Coruña (1. titel)

Når alle 38 kampe er spillet, rykker de tre nederste hold (nr. 18, 19 og 20) ned i Segunda División.

## Europacup
Efter sæsonen 2016-2017 kvalificerer følgende hold sig til de europæiske turneringer:
- Nr. 1-4: Champions League, gruppe-spillet
- Nr. 5-6: Europa League, gruppe-spillet
- Nr. 7: Europa Conference League kvalifikation
- Vinder af Copa del rey: Europa League

## Hold i 2022/23 sæsonen
| Hold            | Lokation              | 2021–22 sæsonen | Første sæson i La Liga | Antal sæsoner i La Liga | Antal titler | Seneste titel |
| --------------- | --------------------- | --------------- | ---------------------- | ----------------------- | ------------ | ------------- |
| Almería         | Almería               | 1. (SD)         | 2007–08                | 7                       | 0            | –             |
| Athletic Bilbao | Bilbao                | 8.              | 1929                   | 92                      | 8            | 1983–84       |
| Atlético Madrid | Madrid                | 3.              | 1929                   | 86                      | 11           | 2020–21       |
| Barcelona       | Barcelona             | 1.              | 1929                   | 92                      | 27           | 2022–23       |
| Cádiz           | Cádiz                 | 17.             | 1977–78                | 15                      | 0            | –             |
| Celta Vigo      | Vigo                  | 11.             | 1939–40                | 57                      | 0            | –             |
| Elche           | Elche                 | 13.             | 1959–60                | 24                      | 0            | –             |
| Espanyol        | Cornellà de Llobregat | 14.             | 1929                   | 87                      | 0            | –             |
| Getafe          | Getafe                | 15.             | 2004–05                | 18                      | 0            | –             |
| Girona          | Girona                | 3. (SD)         | 2017–18                | 3                       | 0            | –             |
| Mallorca        | Palma                 | 16.             | 1960–61                | 30                      | 0            | –             |
| Osasuna         | Pamplona              | 10.             | 1935–36                | 40                      | 0            | –             |
| Rayo Vallecano  | Madrid                | 12.             | 1977–78                | 20                      | 0            | –             |
| Real Betis      | Sevilla               | 5.              | 1932–33                | 57                      | 1            | 1934–35       |
| Real Madrid     | Madrid                | 2.              | 1929                   | 92                      | 35           | 2021–22       |
| Real Sociedad   | San Sebastián         | 6.              | 1929                   | 76                      | 2            | 1981–82       |
| Real Valladolid | Valladolid            | 2. (SD)         | 1948–49                | 46                      | 0            | –             |
| Sevilla         | Sevilla               | 4.              | 1934–35                | 79                      | 1            | 1945–46       |
| Valencia        | Valencia              | 9.              | 1931–32                | 88                      | 6            | 2003–04       |
| Villarreal      | Villarreal            | 7.              | 1998–99                | 23                      | 0            | –             |

## Mest scorende spillere i La Liga
Opdateret d. 19 august 2024.
Aktive spillere i fed.
| Nr | Spiller              | Mål | Kampe | Gns  | Aktive år |
| -- | -------------------- | --- | ----- | ---- | --------- |
| 1  | Lionel Messi         | 474 | 520   | 0,91 | 2004-2021 |
| 2  | Cristiano Ronaldo    | 311 | 292   | 1,07 | 2009-2018 |
| 3  | Telmo Zarra †        | 251 | 278   | 0,9  | 1940-1955 |
| 4  | Karim Benzema        | 224 | 422   | 0,53 | 2009-2023 |
| 5  | Hugo Sánchez         | 234 | 347   | 0,67 | 1981-1994 |
| 6  | Raúl                 | 228 | 550   | 0,41 | 1994-2010 |
| 7  | Alfredo di Stéfano † | 227 | 329   | 0,69 | 1953-1966 |
| 8  | César Rodríguez †    | 221 | 353   | 0,63 | 1939-1955 |
| 9  | Quini †              | 219 | 448   | 0,49 | 1970-1987 |
| 10 | Pahiño †             | 210 | 278   | 0,76 | 1943-1956 |

## Spillere med flest kampe i La Liga
Opdateret d. 26 marts 2023.
Aktive spillere i fed.
| Nr | Spiller            | Klubber                                            | Aktive år       | Kampe | Mål |
| -- | ------------------ | -------------------------------------------------- | --------------- | ----- | --- |
| 1  | Andoni Zubizarreta | Athletic Bilbao, Barcelona, Valencia               | 1981–1998       | 622   | 0   |
| 2  | Joaquín            | Real Betis, Valencia, Málaga                       | 2001–2013 2015– | 620   | 76  |
| 3  | Raúl García        | Osasuna, Atlético Madrid, Athletic Bilbao          | 2004–           | 587   | 111 |
| 4  | Raúl               | Real Madrid                                        | 1994–2010       | 550   | 228 |
| 5  | Eusebio Sacristán  | Valladolid, Atlético Madrid, Barcelona, Celta Vigo | 1983–2002       | 543   | 36  |
| 6  | Paco Buyo          | Sevilla, Real Madrid                               | 1980–1997       | 542   | 0   |
| 7  | Manolo Sanchís     | Real Madrid                                        | 1983–2001       | 523   | 33  |
| 8  | Lionel Messi       | Barcelona                                          | 2004–2021       | 520   | 474 |
| 9  | Iker Casillas      | Real Madrid                                        | 1999–2015       | 510   | 0   |
| 10 | Sergio Ramos       | Sevilla, Real Madrid                               | 2003–2021       | 508   | 74  |

## Tidligere vindere
| Sæson     | 1. Plads                                 | Point                                    | 2. Plads                                 | Point                                    | 3. Plads                                 | Point                                    |
| 1928/1929 | FC Barcelona                             | 25                                       | Real Madrid                              | 23                                       | Athletic Club                            | 20                                       |
| 1929/1930 | Athletic Club                            | 30                                       | FC Barcelona                             | 23                                       | Arenas Club de Getxo                     | 20                                       |
| 1930/1931 | Athletic Club                            | 22                                       | Racing Santander                         | 22                                       | Real Sociedad                            | 22                                       |
| 1931/1932 | Madrid CF                                | 28                                       | Athletic Club                            | 25                                       | FC Barcelona                             | 24                                       |
| 1932/1933 | Madrid CF                                | 28                                       | Athletic Club                            | 26                                       | Espanyol                                 | 22                                       |
| 1933/1934 | Athletic Club                            | 24                                       | Madrid CF                                | 22                                       | Racing Santander                         | 19                                       |
| 1934/1935 | Betis Balompié                           | 34                                       | Madrid CF                                | 33                                       | Oviedo CF                                | 26                                       |
| 1935/1936 | Athletic Club                            | 31                                       | Madrid CF                                | 29                                       | Oviedo CF                                | 28                                       |
| 1936      | La Liga aflyst pga. borgerkrig i Spanien | La Liga aflyst pga. borgerkrig i Spanien | La Liga aflyst pga. borgerkrig i Spanien | La Liga aflyst pga. borgerkrig i Spanien | La Liga aflyst pga. borgerkrig i Spanien | La Liga aflyst pga. borgerkrig i Spanien |
| 1937      | La Liga aflyst pga. borgerkrig i Spanien | La Liga aflyst pga. borgerkrig i Spanien | La Liga aflyst pga. borgerkrig i Spanien | La Liga aflyst pga. borgerkrig i Spanien | La Liga aflyst pga. borgerkrig i Spanien | La Liga aflyst pga. borgerkrig i Spanien |
| 1938      | La Liga aflyst pga. borgerkrig i Spanien | La Liga aflyst pga. borgerkrig i Spanien | La Liga aflyst pga. borgerkrig i Spanien | La Liga aflyst pga. borgerkrig i Spanien | La Liga aflyst pga. borgerkrig i Spanien | La Liga aflyst pga. borgerkrig i Spanien |
| 1939/1940 | Athletic Aviación Club                   | 29                                       | Sevilla FC                               | 28                                       | Athletic Club                            | 26                                       |
| 1940/1941 | Athletic Aviación Club                   | 33                                       | Sevilla FC                               | 31                                       | Valencia CF                              | 27                                       |
| 1941/1942 | Valencia CF                              | 40                                       | Real Madrid                              | 33                                       | Athletic Aviación Club                   | 33                                       |
| 1942/1943 | Athletic Club                            | 36                                       | Sevilla FC                               | 33                                       | FC Barcelona                             | 32                                       |
| 1943/1944 | Valencia CF                              | 40                                       | Athletic Aviación Club                   | 34                                       | Sevilla FC                               | 32                                       |
| 1944/1945 | FC Barcelona                             | 39                                       | Real Madrid                              | 38                                       | Athletic Aviación Club                   | 32                                       |
| 1945/1946 | Sevilla FC                               | 36                                       | FC Barcelona                             | 35                                       | Athletic Club                            | 33                                       |
| 1946/1947 | Valencia CF                              | 34                                       | Athletic Bilbao                          | 34                                       | Athletic Aviación Club                   | 32                                       |
| 1947/1948 | FC Barcelona                             | 37                                       | Valencia CF                              | 34                                       | Atlético Madrid                          | 33                                       |
| 1948/1949 | FC Barcelona                             | 37                                       | Valencia CF                              | 35                                       | Real Madrid                              | 34                                       |
| 1949/1950 | Atlético Madrid                          | 34                                       | Deportivo La Coruña                      | 32                                       | Valencia CF                              | 31                                       |
| 1950/1951 | Atlético Madrid                          | 40                                       | Sevilla FC                               | 38                                       | Valencia CF                              | 37                                       |
| Sæson     | 1. Plads                                 | Point                                    | 2. Plads                                 | Point                                    | 3. Plads                                 | Point                                    |
| 1951/1952 | FC Barcelona                             | 43                                       | Athletic Club                            | 40                                       | Real Madrid                              | 38                                       |
| 1952/1953 | FC Barcelona                             | 42                                       | Valencia CF                              | 40                                       | Real Madrid                              | 39                                       |
| 1953/1954 | Real Madrid                              | 40                                       | FC Barcelona                             | 36                                       | Valencia CF                              | 34                                       |
| 1954/1955 | Real Madrid                              | 46                                       | FC Barcelona                             | 41                                       | Athletic Club                            | 39                                       |
| 1955/1956 | Athletic Club                            | 48                                       | FC Barcelona                             | 47                                       | Real Madrid                              | 38                                       |
| 1956/1957 | Real Madrid                              | 44                                       | Sevilla FC                               | 39                                       | FC Barcelona                             | 39                                       |
| 1957/1958 | Real Madrid                              | 45                                       | Atlético Madrid                          | 42                                       | FC Barcelona                             | 38                                       |
| 1958/1959 | FC Barcelona                             | 51                                       | Real Madrid                              | 47                                       | Athletic Club                            | 36                                       |
| 1959/1960 | FC Barcelona                             | 46                                       | Real Madrid                              | 46                                       | Athletic Club                            | 39                                       |
| 1960/1961 | Real Madrid                              | 52                                       | Atlético Madrid                          | 40                                       | Real Zaragoza                            | 33                                       |
| 1961/1962 | Real Madrid                              | 43                                       | FC Barcelona                             | 40                                       | Atlético Madrid                          | 36                                       |
| 1962/1963 | Real Madrid                              | 49                                       | Atlético Madrid                          | 37                                       | Real Oviedo                              | 33                                       |
| 1963/1964 | Real Madrid                              | 46                                       | FC Barcelona                             | 42                                       | Real Betis                               | 37                                       |
| 1964/1965 | Real Madrid                              | 47                                       | Atlético Madrid                          | 43                                       | Real Zaragoza                            | 40                                       |
| 1965/1966 | Atlético Madrid                          | 44                                       | Real Madrid                              | 43                                       | FC Barcelona                             | 38                                       |
| 1966/1967 | Real Madrid                              | 47                                       | FC Barcelona                             | 42                                       | Espanyol                                 | 37                                       |
| 1967/1968 | Real Madrid                              | 42                                       | FC Barcelona                             | 39                                       | UD Las Palmas                            | 38                                       |
| 1968/1969 | Real Madrid                              | 47                                       | UD Las Palmas                            | 38                                       | FC Barcelona                             | 36                                       |
| 1969/1970 | Atlético Madrid                          | 42                                       | Athletic Club                            | 41                                       | Sevilla FC                               | 35                                       |
| 1970/1971 | Valencia CF                              | 43                                       | FC Barcelona                             | 43                                       | Atlético Madrid                          | 42                                       |
| 1971/1972 | Real Madrid                              | 47                                       | Valencia CF                              | 45                                       | FC Barcelona                             | 43                                       |
| 1972/1973 | Atlético Madrid                          | 48                                       | FC Barcelona                             | 46                                       | Espanyol                                 | 45                                       |
| 1973/1974 | FC Barcelona                             | 50                                       | Atlético Madrid                          | 40                                       | Real Zaragoza                            | 39                                       |
| 1974/1975 | Real Madrid                              | 50                                       | Real Zaragoza                            | 38                                       | FC Barcelona                             | 37                                       |
| Sæson     | 1. Plads                                 | Point                                    | 2. Plads                                 | Point                                    | 3. Plads                                 | Point                                    |
| 1975/1976 | Real Madrid                              | 48                                       | FC Barcelona                             | 43                                       | Atlético Madrid                          | 42                                       |
| 1976/1977 | Atlético Madrid                          | 46                                       | FC Barcelona                             | 45                                       | Athletic Club                            | 38                                       |
| 1977/1978 | Real Madrid                              | 47                                       | FC Barcelona                             | 41                                       | Athletic Club                            | 40                                       |
| 1978/1979 | Real Madrid                              | 47                                       | Sporting Gijon                           | 43                                       | Atlético Madrid                          | 41                                       |
| 1979/1980 | Real Madrid                              | 53                                       | Real Sociedad                            | 52                                       | Sporting Gijon                           | 39                                       |
| 1980/1981 | Real Sociedad                            | 45                                       | Real Madrid                              | 45                                       | Atlético Madrid                          | 42                                       |
| 1981/1982 | Real Sociedad                            | 47                                       | FC Barcelona                             | 45                                       | Real Madrid                              | 44                                       |
| 1982/1983 | Athletic Club                            | 50                                       | Real Madrid                              | 49                                       | Atlético Madrid                          | 46                                       |
| 1983/1984 | Athletic Bilbao                          | 49                                       | Real Madrid                              | 49                                       | FC Barcelona                             | 48                                       |
| 1984/1985 | FC Barcelona                             | 53                                       | Atlético Madrid                          | 43                                       | Athletic Club                            | 41                                       |
| 1985/1986 | Real Madrid                              | 56                                       | FC Barcelona                             | 45                                       | Athletic Club                            | 43                                       |
| 1986/1987 | Real Madrid                              | 66                                       | FC Barcelona                             | 63                                       | Espanyol                                 | 51                                       |
| 1987/1988 | Real Madrid                              | 62                                       | Real Sociedad                            | 51                                       | Atlético Madrid                          | 48                                       |
| 1988/1989 | Real Madrid                              | 62                                       | FC Barcelona                             | 57                                       | Valencia CF                              | 49                                       |
| 1989/1990 | Real Madrid                              | 62                                       | Valencia CF                              | 53                                       | FC Barcelona                             | 51                                       |
| 1990/1991 | FC Barcelona                             | 57                                       | Atlético Madrid                          | 47                                       | Real Madrid                              | 46                                       |
| 1991/1992 | FC Barcelona                             | 55                                       | Real Madrid                              | 54                                       | Atlético Madrid                          | 54                                       |
| 1992/1993 | FC Barcelona                             | 58                                       | Real Madrid                              | 57                                       | Deportivo La Coruña                      | 54                                       |
| 1993/1994 | FC Barcelona                             | 56                                       | Deportivo La Coruña                      | 56                                       | Real Zaragoza                            | 46                                       |
| 1994/1995 | Real Madrid                              | 55                                       | Deportivo La Coruña                      | 51                                       | Real Betis                               | 46                                       |
| 1995/1996 | Atlético Madrid                          | 87                                       | Valencia CF                              | 83                                       | FC Barcelona                             | 80                                       |
| 1996/1997 | Real Madrid                              | 92                                       | FC Barcelona                             | 90                                       | Deportivo La Coruña                      | 77                                       |
| 1997/1998 | FC Barcelona                             | 74                                       | Athletic Club                            | 65                                       | Real Sociedad                            | 63                                       |
| 1998/1999 | FC Barcelona                             | 79                                       | Real Madrid                              | 68                                       | RCD Mallorca                             | 66                                       |
| Sæson     | 1. Plads                                 | Point                                    | 2. Plads                                 | Point                                    | 3. Plads                                 | Point                                    |
| 1999/2000 | Deportivo La Coruña                      | 69                                       | FC Barcelona                             | 64                                       | Valencia CF                              | 64                                       |
| 2000/2001 | Real Madrid                              | 80                                       | Deportivo La Coruña                      | 73                                       | RCD Mallorca                             | 71                                       |
| 2001/2002 | Valencia CF                              | 75                                       | Deportivo La Coruña                      | 68                                       | Real Madrid                              | 66                                       |
| 2002/2003 | Real Madrid                              | 78                                       | Real Sociedad                            | 76                                       | Deportivo La Coruña                      | 72                                       |
| 2003/2004 | Valencia CF                              | 77                                       | FC Barcelona                             | 72                                       | Deportivo La Coruña                      | 71                                       |
| 2004/2005 | FC Barcelona                             | 84                                       | Real Madrid                              | 80                                       | Villarreal                               | 65                                       |
| 2005/2006 | FC Barcelona                             | 82                                       | Real Madrid                              | 70                                       | Valencia CF                              | 69                                       |
| 2006/2007 | Real Madrid                              | 76                                       | FC Barcelona                             | 76                                       | Sevilla FC                               | 71                                       |
| 2007/2008 | Real Madrid                              | 85                                       | Villarreal                               | 77                                       | FC Barcelona                             | 67                                       |
| 2008/2009 | FC Barcelona                             | 87                                       | Real Madrid                              | 78                                       | Sevilla FC                               | 70                                       |
| 2009/2010 | FC Barcelona                             | 99                                       | Real Madrid                              | 96                                       | Valencia CF                              | 71                                       |
| 2010/2011 | FC Barcelona                             | 96                                       | Real Madrid                              | 92                                       | Valencia CF                              | 71                                       |
| 2011/2012 | Real Madrid                              | 100                                      | FC Barcelona                             | 96                                       | Valencia CF                              | 88                                       |
| 2012/2013 | FC Barcelona                             | 100                                      | Real Madrid                              | 85                                       | Atlético Madrid                          | 76                                       |
| 2013/2014 | Atlético Madrid                          | 90                                       | FC Barcelona                             | 87                                       | Real Madrid                              | 87                                       |
| 2014/2015 | FC Barcelona                             | 94                                       | Real Madrid                              | 92                                       | Atlético Madrid                          | 78                                       |
| 2015-2016 | FC Barcelona                             | 91                                       | Real Madrid                              | 90                                       | Atlético Madrid                          | 88                                       |
| 2016-2017 | Real Madrid                              | 93                                       | FC Barcelona                             | 90                                       | Atlético Madrid                          | 78                                       |
| 2017-2018 | FC Barcelona                             | 93                                       | Atlético Madrid                          | 79                                       | Real Madrid                              | 76                                       |
| 2018-2019 | FC Barcelona                             | 87                                       | Atlético Madrid                          | 76                                       | Real Madrid                              | 68                                       |
| 2019-2020 | Real Madrid                              | 87                                       | FC Barcelona                             | 82                                       | Sevilla FC                               | 70                                       |
| 2020-2021 | Atlético Madrid                          | 86                                       | Real Madrid                              | 84                                       | FC Barcelona                             | 79                                       |
| 2021-2022 | Real Madrid                              | 86                                       | FC Barcelona                             | 73                                       | Atlético Madrid                          | 71                                       |
| 2022-2023 | FC Barcelona                             | 88                                       | Real Madrid                              | 78                                       | Atlético Madrid                          | 77                                       |
| 2023-2024 | Real Madrid                              | 95                                       | FC Barcelona                             | 85                                       | Girona FC                                | 81                                       |
| Sæson     | 1. Plads                                 | Point                                    | 2. Plads                                 | Point                                    | 3. Plads                                 | Point                                    |

## Mest vindende klubber
| Hold                | Vinder | Finalist | Vindende sæson |
| ------------------- | ------ | -------- | --- |
| Real Madrid         | 35     | 24       | 1931–32, 1932–33, 1953–54, 1954–55, 1956–57, 1957–58, 1960–61, 1961–62, 1962–63, 1963–64, 1964–65, 1966–67, 1967–68, 1968–69, 1971–72, 1974–75, 1975–76, 1977–78, 1978–79, 1979–80, 1985–86, 1986–87, 1987–88, 1988–89, 1989–90, 1994–95, 1996–97, 2000–01, 2002–03, 2006–07, 2007–08, 2011–12, 2016–17, 2019–20, 2021–22 |
| Barcelona           | 27     | 27       | 1929, 1944–45, 1947–48, 1948–49, 1951–52, 1952–53, 1958–59, 1959–60, 1973–74, 1984–85, 1990–91, 1991–92, 1992–93, 1993–94, 1997–98, 1998–99, 2004–05, 2005–06, 2008–09, 2009–10, 2010–11, 2012–13, 2014–15, 2015–16, 2017–18, 2018–19, 2022–23                                                                            |
| Atlético Madrid     | 11     | 10       | 1939–40, 1940–41, 1949–50, 1950–51, 1965–66, 1969–70, 1972–73, 1976–77, 1995–96, 2013–14, 2020–21 |
| Athletic Bilbao     | 8      | 7        | 1929–30, 1930–31, 1933–34, 1935–36, 1942–43, 1955–56, 1982–83, 1983–84 |
| Valencia            | 6      | 6        | 1941–42, 1943–44, 1946–47, 1970–71, 2001–02, 2003–04 |
| Real Sociedad       | 2      | 3        | 1980–81, 1981–82 |
| Deportivo La Coruña | 1      | 5        | 1999–2000 |
| Sevilla             | 1      | 4        | 1945–46 |
| Real Betis          | 1      | 0        | 1934–35 |

## Sponsorer
- Banco Santander
- Nike, Inc
- El Corte Inglés
- TAG Heuer
- EA Sports
- Samsung
- Sportium
- STIHL
- Mazda
- Mahou
- Allianz
- Groupe Danone
- Marqués del Atrio
- Kalise Menorquina
- Solán de Cabras